# LGV Erfurt – Leipzig/Halle
La LGV Erfurt – Leipzig/Halle est une ligne à grande vitesse allemande entre Erfurt d'une part et Halle-sur-Saale et Leipzig d'autre part. Ouverte en décembre 2015, elle est longue de 123 km.